# معاون امنیتی و انتظامی وزیر کشور
معاون امنیتی و انتظامی وزیر کشور معاون وزیر کشور در ایران است که دفتر امور امنیتی، دفتر امور انتظامی، دفتر امور اتباع و مهاجرین خارجی و دفتر امور مرزی زیر نظر آن اداره می‌شود. وی همچنین دبیر شورای امنیت کشور است.

## شرح وظایف
از وظایف آن حفظ و استقرار نظم و ارتقاء ضریب امنیت عمومی و شناسایی فرصت‌ها و تهدیدها در این حوزه، توسعه و تقویت تعاملات و همکاریهای جامعه امنیتی کشور، پیگیری امور مربوطه به دبیرخانه شورای امنیت کشور، کارویژه مرز شورای امنیت کشور و شورای توسعه و امنیت پایدار شرق و غرب کشور، توسعه و ارتقاء امنیت پایدار در مرزهای کشور، رسیدگی به امور امنیتی بازارچه‌های مرزی و ساماندهی امور اتباع و مهاجرین خارجی و ریاست ستاد امنیت انتخابات کشور است.

## فهرست
| ر.                                                  | نام                                                 | نام                                                 | نگاره                                               | آغاز تصدی                                           | پایان تصدی                                          | دولت                                                | وزیر                                                | رئیس دولت                                           | م.                                                  |                                                     |
| معاون وزیر کشور در امور سپاه پاسداران انقلاب اسلامی | معاون وزیر کشور در امور سپاه پاسداران انقلاب اسلامی | معاون وزیر کشور در امور سپاه پاسداران انقلاب اسلامی | معاون وزیر کشور در امور سپاه پاسداران انقلاب اسلامی | معاون وزیر کشور در امور سپاه پاسداران انقلاب اسلامی | معاون وزیر کشور در امور سپاه پاسداران انقلاب اسلامی | معاون وزیر کشور در امور سپاه پاسداران انقلاب اسلامی | معاون وزیر کشور در امور سپاه پاسداران انقلاب اسلامی | معاون وزیر کشور در امور سپاه پاسداران انقلاب اسلامی | معاون وزیر کشور در امور سپاه پاسداران انقلاب اسلامی | معاون وزیر کشور در امور سپاه پاسداران انقلاب اسلامی |
| --------------------------------------------------- | --------------------------------------------------- | --------------------------------------------------- | --------------------------------------------------- | --------------------------------------------------- | --------------------------------------------------- | --------------------------------------------------- | --------------------------------------------------- | --------------------------------------------------- | --------------------------------------------------- | --------------------------------------------------- |
|                                                     |                                                     | اکبر هاشمی رفسنجانی (۱۳۹۵–۱۳۱۳)                     |                                                     | ۲۹ تیر ۱۳۵۸                                         | ۲۱ آبان ۱۳۵۸                                        | موقت                                                | صباغیان                                             | بازرگان                                             | [ ۴ ]                                               |                                                     |
| معاون وزیر کشور در امور کمیته‌های انقلاب اسلامی      |                                                     |                                                     |                                                     |                                                     |                                                     |                                                     |                                                     |                                                     |                                                     |                                                     |
|                                                     |                                                     | محمدرضا مهدوی کنی (۱۳۹۳–۱۳۱۰)                       |                                                     | ۲۹ تیر ۱۳۵۸                                         | ۷ اسفند ۱۳۵۸                                        | موقت                                                | صباغیان                                             | بازرگان                                             | [ ۴ ]                                               |                                                     |
| موقت شورای انقلاب                                   | رفسنجانی                                            | محمدرضا مهدوی کنی (۱۳۹۳–۱۳۱۰)                       | بهشتی                                               | ۲۹ تیر ۱۳۵۸                                         | ۷ اسفند ۱۳۵۸                                        |                                                     |                                                     |                                                     |                                                     |                                                     |
| معاون امنیتی و انتظامی وزیر کشور                    |                                                     |                                                     |                                                     |                                                     |                                                     |                                                     |                                                     |                                                     |                                                     |                                                     |
|                                                     |                                                     | مختار کلانتری (زادهٔ ۱۳۳۳)                           |                                                     | ۲۸ شهریور ۱۳۶۸                                      | ۱۳۶۹                                                | پنجم                                                | نوری                                                | رفسنجانی                                            | [ ۵ ]                                               |                                                     |
|                                                     |                                                     | رضا سیف‌اللهی (زادهٔ ۱۳۳۶)                            |                                                     | ۱۳۶۹                                                | نیمه دوم ۱۳۷۳                                       | پنجم                                                | نوری                                                | رفسنجانی                                            |                                                     |                                                     |
| ششم                                                 | بشارتی                                              | رضا سیف‌اللهی (زادهٔ ۱۳۳۶)                            |                                                     | ۱۳۶۹                                                | نیمه دوم ۱۳۷۳                                       |                                                     |                                                     | رفسنجانی                                            |                                                     |                                                     |
| ششم                                                 | بشارتی                                              |                                                     |                                                     | غلامحسین بلندیان (زادهٔ ۱۳۳۵)                        |                                                     | نیمه دوم ۱۳۷۳                                       | ۱۳ بهمن ۱۳۸۰                                        | رفسنجانی                                            |                                                     |                                                     |
| هفتم                                                | نوری                                                | خاتمی                                               | [ ۶ ]                                               | غلامحسین بلندیان (زادهٔ ۱۳۳۵)                        |                                                     | نیمه دوم ۱۳۷۳                                       | ۱۳ بهمن ۱۳۸۰                                        |                                                     |                                                     |                                                     |
| هفتم                                                | تاج‌زاده                                             | خاتمی                                               | [ ۶ ]                                               | غلامحسین بلندیان (زادهٔ ۱۳۳۵)                        |                                                     | نیمه دوم ۱۳۷۳                                       | ۱۳ بهمن ۱۳۸۰                                        |                                                     |                                                     |                                                     |
| هفتم                                                | موسوی لاری                                          | خاتمی                                               |                                                     | غلامحسین بلندیان (زادهٔ ۱۳۳۵)                        |                                                     | نیمه دوم ۱۳۷۳                                       | ۱۳ بهمن ۱۳۸۰                                        |                                                     |                                                     |                                                     |
|                                                     |                                                     | خاتمی                                               | علی‌اصغر احمدی (زادهٔ ۱۳۳۵)                           |                                                     | ۱۳ بهمن ۱۳۸۰                                        | ۱ آذر ۱۳۸۴                                          | هشتم                                                | [ ۷ ]                                               |                                                     |                                                     |
|                                                     |                                                     | محمدباقر ذوالقدر (زادهٔ ۱۳۳۳)                        |                                                     | ۱ آذر ۱۳۸۴                                          | اواسط آذر ۱۳۸۶                                      | نهم                                                 | پورمحمدی                                            | احمدی‌نژاد                                           | [ ۸ ]                                               |                                                     |
| بدون متصدی                                          | بدون متصدی                                          | بدون متصدی                                          | بدون متصدی                                          | بدون متصدی                                          | بدون متصدی                                          | نهم                                                 | پورمحمدی                                            | احمدی‌نژاد                                           | [ ۹ ]                                               |                                                     |
|                                                     |                                                     | عباس محتاج (زادهٔ ۱۳۳۸)                              |                                                     | ۱۰ بهمن ۱۳۸۶                                        | ۱۸ مهر ۱۳۸۸                                         | نهم                                                 | پورمحمدی                                            | احمدی‌نژاد                                           | [ ۱۰ ]                                              |                                                     |
| هاشمی                                               |                                                     | عباس محتاج (زادهٔ ۱۳۳۸)                              |                                                     | ۱۰ بهمن ۱۳۸۶                                        | ۱۸ مهر ۱۳۸۸                                         | نهم                                                 |                                                     | احمدی‌نژاد                                           |                                                     |                                                     |
| کردان                                               |                                                     | عباس محتاج (زادهٔ ۱۳۳۸)                              |                                                     | ۱۰ بهمن ۱۳۸۶                                        | ۱۸ مهر ۱۳۸۸                                         | نهم                                                 |                                                     | احمدی‌نژاد                                           |                                                     |                                                     |
| دانشجو                                              |                                                     | عباس محتاج (زادهٔ ۱۳۳۸)                              |                                                     | ۱۰ بهمن ۱۳۸۶                                        | ۱۸ مهر ۱۳۸۸                                         | نهم                                                 |                                                     | احمدی‌نژاد                                           |                                                     |                                                     |
| محصولی                                              |                                                     | عباس محتاج (زادهٔ ۱۳۳۸)                              |                                                     | ۱۰ بهمن ۱۳۸۶                                        | ۱۸ مهر ۱۳۸۸                                         | نهم                                                 |                                                     | احمدی‌نژاد                                           |                                                     |                                                     |
|                                                     |                                                     | علی عبداللهی (زادهٔ ۱۳۳۸)                            |                                                     | ۱۴ مهر ۱۳۸۸                                         | ۸ تیر ۱۳۹۳                                          | دهم                                                 | محمدنجار                                            | احمدی‌نژاد                                           | [ ۱۱ ]                                              |                                                     |
| یازدهم                                              | رحمانی فضلی                                         | علی عبداللهی (زادهٔ ۱۳۳۸)                            | روحانی                                              | ۱۴ مهر ۱۳۸۸                                         | ۸ تیر ۱۳۹۳                                          |                                                     |                                                     |                                                     | [ ۱۱ ]                                              |                                                     |
| یازدهم                                              | رحمانی فضلی                                         |                                                     | روحانی                                              |                                                     | حسین ذوالفقاری (زادهٔ ۱۳۳۸)                          |                                                     | ۸ تیر ۱۳۹۳                                          | ۵ دی ۱۴۰۰                                           | [ ۱۲ ]                                              |                                                     |
| دوازدهم                                             | رحمانی فضلی                                         |                                                     | روحانی                                              |                                                     | حسین ذوالفقاری (زادهٔ ۱۳۳۸)                          |                                                     | ۸ تیر ۱۳۹۳                                          | ۵ دی ۱۴۰۰                                           | [ ۱۲ ]                                              |                                                     |
|                                                     |                                                     | سید مجید میراحمدی (زادهٔ ؟)                          |                                                     | ۵ دی ۱۴۰۰                                           | ۹ مهر ۱۴۰۳                                          | سیزدهم                                              | وحیدی                                               | رئیسی                                               | [ ۱۳ ]                                              |                                                     |
|                                                     |                                                     | علی‌اکبر پورجمشیدیان (زادهٔ ۱۳۴۱)                     |                                                     | ۹ مهر ۱۴۰۳                                          | در حال تصدی                                         | چهاردهم                                             | مؤمنی                                               | پزشکیان                                             | [ ۱۴ ]                                              |                                                     |